# 南苏拉威西省
南苏拉威西省（简称为Sulsel）简称南苏省，是印度尼西亚苏拉威西岛南半岛上的一个省，萨拉亚尔群岛也是南苏拉威西省的一部分。
2010年普查南苏拉威西省共有人口8,032,551，是苏拉威西岛人口最多的省（苏拉威西岛46%的人口位于南苏拉威西省），也是印度尼西亚人口第6多的省。

## 地理
南苏拉威西省面积45,764.53平方千米，北靠中苏拉威西省，西北与西苏拉威西省为邻，东北与东南苏拉威西省接壤，东隔波尼湾与东南苏拉威西省相望，西面是望加锡海峡，南部是弗洛勒斯海。由于地理原因，南苏省内的河流较为短小。主要湖泊有坦佩湖、锡登伦湖、马塔纳湖和托武蒂湖，其中马塔纳湖是印度尼西亚最深的湖泊，托武蒂湖是苏拉威西岛最大湖。

## 行政区划
印度尼西亚宣布独立的5年后，政府发布1950年第21号法案，成立苏拉威西省，首府在望加锡。10年后，政府通过1960年第47号法案，苏拉威西省分为南苏拉威西省和北苏拉威西省，南苏拉威西省首府位于望加锡。4年后，政府发布1964年第13号法案，东南苏拉威西省从南苏拉威西省分出。
四十年后印尼政府颁布2004年第24号法案，2004年10月5日，马杰内县、马马萨县、马穆朱县、北马穆朱县和波里哇利曼达尔县从南苏拉威西省分出，成立新的西苏拉威西省。
南苏拉威西省现在剩下21个县和3个市。
| 中文名称 印尼文名称                                 | 首府中文 首府印尼文                              | 面积（km2） | 人口 2000年普查 | 人口 2010年普查 | 人口 2014年估计 | HDI 2014估计 |
| --------------------------------------------------- | ------------------------------------------------ | ----------- | --------------- | --------------- | --------------- | ------------ |
| 望加锡市 Kota Makassar                              | 市政府位于 乌戎潘当区 Kecamatan Ujung Padang     | 175.77      | 1,100,019       | 1,339,374       | 1,398,804       | 0.793（高）  |
| 帕洛波市 Kota Palopo                                | 市政府位于 瓦拉区 Kecamatan Wara                 | 247.52      | *               | 148,033         | 154,579         | 0.756（高）  |
| 巴里巴里市 Kota Parepare                            | 市政府位于 西巴库吉吉区 Kecamatan Bacukiki Barat | 99.33       | 108,258         | 129,542         | 135,069         | 0.756（高）  |
| 班塔恩县 Kabupaten Bantaeng                         | 班塔恩 Bantaeng                                  | 395.83      | 158,632         | 176,984         | 184,637         | 0.657（中）  |
| 巴鲁县 Kabupaten Barru                              | 巴鲁 Barru                                       | 1,174.71    | 151,085         | 165,900         | 173,440         | 0.679（中）  |
| 波尼县 Kabupaten Bone                               | 瓦坦波尼 Watampone                               | 4,559.00    | 648,089         | 717,268         | 749,925         | 0.620（中）  |
| 布鲁昆巴县 Kabupaten Bulukumba                      | 布鲁昆巴 Bulukumba                               | 1,154.67    | 352,419         | 394,757         | 412,286         | 0.652（中）  |
| 恩雷康县 Kabupaten Enrekang                         | 恩雷康 Enrekang                                  | 1,786.01    | 166,307         | 190,175         | 198,795         | 0.693（中）  |
| 戈瓦县 Kabupaten Gowa                               | 松古米纳萨 Sungguminasa                          | 1,883.32    | 512,876         | 652,329         | 682,275         | 0.661（中）  |
| 杰尼彭托县 Kabupaten Jeneponto                      | 邦托松古 Bontosunggu                             | 749.79      | 317,588         | 342,222         | 358,096         | 0.614（中）  |
| 鲁乌县 Kabupaten Luwu                               | 伯洛帕 Belopa                                    | 3,000.25    | 398,131         | 332,863         | 347,419         | 0.673（中）  |
| 北鲁乌县 Kabupaten Luwu Utara                       | 马桑巴 Masamba                                   | 7,502.58    | 431,680         | 287,606         | 300,387         | 0.669（中）  |
| 东鲁乌县 Kabupaten Luwu Timur                       | 马利利 Malili                                    | 6,944.88    | **              | 242,882         | 253,989         | 0.697（中）  |
| 马罗斯县 Kabupaten Maros                            | 马罗斯 Maros                                     | 1,619.12    | 272,116         | 318,238         | 333,334         | 0.666（中）  |
| 庞卡杰內和群岛县 Kabupaten Pangkajene dan Kepulauan | 庞卡杰內 Pangkajene                              | 1,236.27    | 263,565         | 305,758         | 319,473         | 0.661（中）  |
| 平朗县 Kabupaten Pinrang                            | 平朗 Pinrang                                     | 1,961.77    | 310,833         | 351,161         | 366,892         | 0.689（中）  |
| 萨拉亚尔群岛县 Kabupaten Kepulauan Selayar          | 本滕 Benteng                                     | 903.69      | 103,596         | 121,905         | 127,538         | 0.636（中）  |
| 锡登伦拉庞县 Kabupaten Sidenreng Rappang            | 锡登伦 Sidenreng                                 | 1,883.25    | 238,419         | 271,801         | 284,127         | 0.681（中）  |
| 辛贾伊县 Kabupaten Sinjai                           | 辛贾伊 Sinjai                                    | 819.96      | 204,385         | 228,936         | 239,162         | 0.638（中）  |
| 索彭县 Kabupaten Soppeng                            | 瓦坦索彭 Watansoppeng                            | 1,359.44    | 219,505         | 223,757         | 233,882         | 0.647（中）  |
| 塔卡拉尔县 Kabupaten Takalar                        | 帕塔拉桑 Pattallassang                           | 566.51      | 229,718         | 269,171         | 281,715         | 0.635（中）  |
| 塔纳托拉查县 Kabupaten Tana Toraja                  | 马卡勒 Makale                                    | 2,054.30    | 392,726         | 221,795         | 231,013         | 0.650（中）  |
| 北托拉查县 Kabupaten Toraja Utara                   | 兰特包 Rantepao                                  | 1,151.47    | ***             | 215,400         | 226,502         | 0.661（中）  |
| 瓦久县 Kabupaten Wajo                               | 辛康 Sengkang                                    | 2,056.20    | 357,720         | 384,694         | 402,410         | 0.664（中）  |
| 全省合计                                            | 望加锡 Makassar                                  | 46,717.48   | 7,159,170       | 8,032,551       | 8,395,747       | 0.684（中）  |

* 2000年人口普查时，帕洛波市尚是鲁乌县的一部分，故鲁乌县人口数据包含帕洛波市。
** 2000年人口普查时，东鲁乌县尚是北鲁乌县的一部分，故北鲁乌县人口数据包含东鲁乌县。
*** 2000年人口普查时，北托拉查县尚是塔纳托拉查县的一部分，故塔纳托拉查县人口数据包含北托拉查县。
- 1951年萨拉亚尔县成立
- 1959年巴里巴里市、辛贾伊县、索彭县、瓦久县成立
- 1960年庞卡杰內和群岛县、平朗县、锡登伦拉庞县、塔卡拉尔县成立
- 1999年北鲁乌县从鲁乌县分出
- 2002年帕洛波市从鲁乌县分出
- 2003年东鲁乌县从北鲁乌县分出
- 2008年萨拉亚尔县改名为萨拉亚尔群岛县，北托拉查县从塔纳托拉查县分出

## 历史

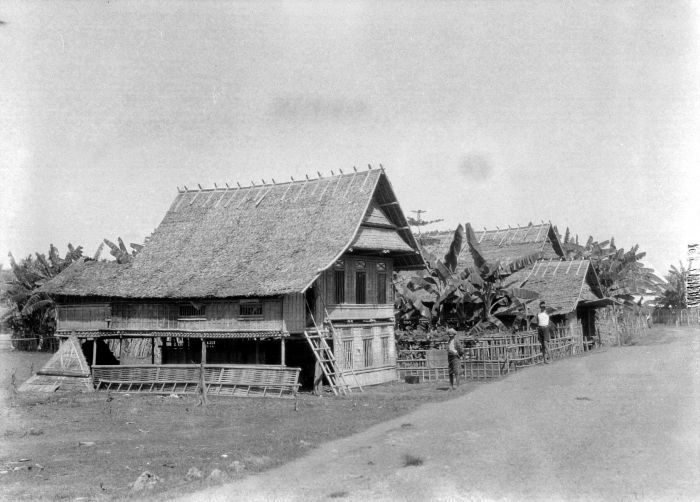
1929年南苏拉威西的一个村庄

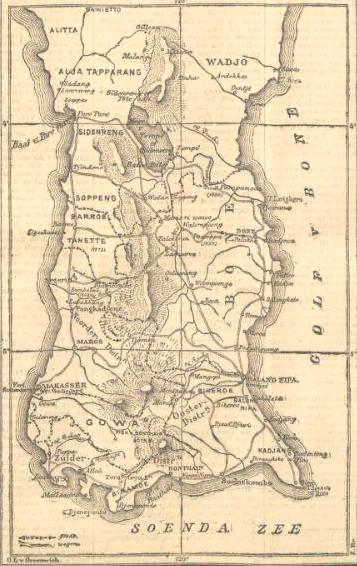
1905年西里伯斯地图

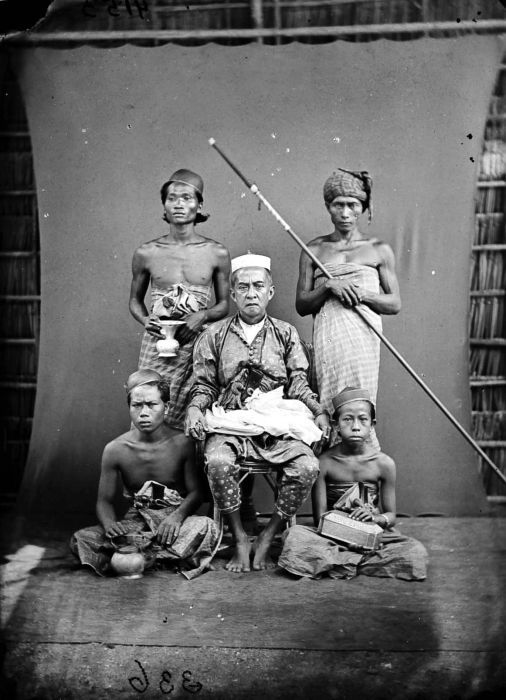
马罗斯摄政

大约30,000年前，苏拉威西第一次有人类居住。望加锡东北30公里马罗斯县境内的石灰岩山洞发现有早期居民的遗迹。卵石和薄片工具已从Walanae山谷的河床中收集到，包括巨型猪的骨头和已绝种的大象残骸。发现于佩塔洞穴群中的手印岩画制作于35,000到40,000年前。
15世纪到19世纪的香料贸易的黄金时代，南苏拉威西省是通往马鲁古群岛的门户。
约14世纪时，南苏拉威西省有许多小王国，包括两个特别显赫的王国：望加锡附近的戈瓦王国和布吉人的波尼王国。16世纪30年代，戈瓦王国开始发展，到16世纪中期，戈瓦已经成为了印度尼西亚东部最重要的贸易中心。1605年，戈瓦国王皈依伊斯兰教，1608到1611年，戈瓦从王国变成了苏丹国。戈瓦苏丹国征服了波尼王国，使得伊斯兰教可以传播到望加锡意外的波尼等地区。
15世纪荷兰东印度公司开始进入这一地区，看到戈瓦王国是其成开展香料垄断贸易的阻碍。之后荷兰东印度公司与波尼王国的布吉人王子阿隆·帕拉卡联合，经过一年的战斗后击败戈瓦苏丹国。戈瓦苏丹哈桑丁被迫签署彭佳耶条约，承认荷兰拥有贸易垄断权。此外，帕拉卡在南苏拉威西成为统治者。
后来出现了一个布吉人女王，领导人民反抗荷兰人的统治，此时荷兰正在忙于处理欧洲的拿破仑战争。然而，拿破仑战争结束后，荷兰人就回到了南苏拉威西，并根除了女王的叛乱。但布吉人反对殖民统治的抵制持续到1905年。在1905年，荷兰人也设法征服了塔纳托拉查。
在印度尼西亚宣布建国之前，南苏拉威西由多个独立王国的领土组成，王国由四个民族构成：即布吉，望加锡，曼达尔和托拉查。

## 人口

### 族群
南苏拉威西省族群 - 2010普查
多元化是南苏拉威西省族群的特征，省内主要有三个族群：
- 布吉人（suku Bugis）是南苏拉威西省最大的族群。这个族群居住在南苏拉威西省南半岛的中部，许多布吉人迁徙到了苏拉威西岛附近的其他岛屿，甚至远达马来西亚。
- 望加锡人（suku Makassar）是南苏拉威西省第二大的族群，他们说望加锡语（英语：Makassarese）。这个族群居住在南苏拉威西省南半岛南部的杰尼彭托、塔卡拉尔、布鲁昆巴、班塔恩、戈瓦、马罗斯和望加锡等地，总人口约有300万。
- 托拉查人（suku Toraja）是生活在南苏拉威西省北部山区的原住民族群。人口约650,000，其中45万托拉查人一直居住在塔纳托拉查县和北托拉查县。

### 语言
南苏拉威西省有诸多语言和方言，各语言大多数都属于南岛语系的马来-波利尼西亚语族。以下是南苏拉威西省居民使用的主要语言：
- 望加锡语（英语：Makassarese language）是在望加锡和邻近地区使用的语言，使用总人口约210万。
- 布吉语主要使用范围北到瓦久县，南到辛贾伊县。母语使用者约有500万，作为第二语言者约有50万人，是南苏拉威西省和苏拉威西岛最广泛使用的语言之一。
- 塔伊语（英语：Tae' language）是鲁乌县的主要语言，约有100万的使用人口。
- 托拉查语（英语：Toraja language）是塔纳托拉查地区的原住民语言，使用人口约有75万。
- 曼达尔语是曼达尔人的语言，主要在西苏拉威西省使用，特别是马穆朱县、波里哇利曼达尔县、马杰内县、北马穆朱县等地。除了部落地区的核心, 该语言在南苏拉威西省、南加里曼丹省和东加里曼丹省的海岸也有零星分布。使用总人口约40万
- 杜里语（英语：Duri language）是恩雷康县邦巴普阿山（Bambapuang）以北地区使用的语言，范围直到塔纳托拉查，母语使用者估计有13万。
- 克戎语（英语：Konjo language (Sulawesi)）分为两个语群：海岸克戎语和山地克戎语。海岸克戎人生活在沿海地区，特别是位于南半岛东南角的布鲁昆巴县；山地克戎人生活在南半岛南部巴瓦卡朗山（Bawakaraen）附近的山区。母语使用者总人口约30万。

南苏拉威西省的宗教（2010年）
2010年普查，南苏拉威西省共有8,032,551人，较2000年印尼人口普查的数据增长1.17%，少于全国平均水平（1.49%）。西苏拉威西省2004年从南苏拉威西省分出。 总人口中3,921,543人为男性，女性有4,111,008人。共有1,848,132户，平均一户有4.34人，全国平均每户有3.86人。约13.3％的人口处于国家贫困线以下。
- 南苏拉威西省2008年人类发展指数（HDI）达到70.22。
- 2008年全省人口平均寿命为69.60岁。
- 2009年全省贫困人口占总人口的12.31%，合96.36万人。
- 2009年全省失业人口占总人口的8.90%，合296,559人。

### 宗教
伊斯兰教是南苏拉威西省的主要宗教，信教人口数为7,200,938，占总人口的89.62%。其他主要宗教包括新教（总人口612,751，占7.62%）、天主教（总人口124,255，占1.54%）、佛教（总人口19,867，占0.24%）、印度教（总人口58,393，占0.72%）和儒教（总人口367，占总人口0.004%）。

## 经济
2008年南苏拉威西省经济增长7.78%，2009年增长6.20%。2010年的第一季度经济增长达到7.77%。2009年GDP为47.31兆印尼盾（ADHK）、99.90兆印尼盾（ADHB）。2009年人均年收入1263万印尼盾。南苏省在2016年度的经济增长率高达7.4%，经济产值占据了苏拉威西群岛的49.6%。印尼总统佐科·维多多说：“南苏省可以成为苏拉威西岛，乃至印尼东部地区经济发展的火车头，起着带动的作用”。南苏省经济主要依靠农业和渔业，以及贸易和加工制造业，其中农业和渔业生产值为其省区总产值提供了23.29%的贡献。

## 交通

### 机场
- 苏丹哈桑丁国际机场（望加锡）
- 布阿机场（帕洛波）
- 安迪·杰马机场（马桑巴）
- 庞蒂库机场（马卡勒）
- 哈吉·阿罗帕拉机场（本滕）
- 塞科机场（沃诺）
- 兰姆皮机场（栋多瓦）
- 索罗阿科机场（索罗阿科）
- 阿隆·帕拉卡机场（瓦坦波尼）

### 港口
- 苏加诺哈达港（望加锡）
- 丹戎林吉特港（帕洛波）
- 努山塔拉港（巴里巴里）
- 巴兰堂港（马利利）
- Biringkassi（Pangkep）
- Paotere（望加锡）
- Pamatata（本滕）
- Bajoe（瓦坦波尼）
- Garongkong（巴鲁）
- 比拉港（布鲁昆巴）
- Bangsalae（锡瓦）
- Ulo-ulo（伯洛帕）
- Lala ria（辛贾伊）

### 铁路
跨苏拉威西铁路正在修建中，一期工程望加锡-巴里巴里段全长145.23公里，耗费9,710亿印尼盾，途径马罗斯县、庞卡杰內和群岛县、巴鲁县，预计于2018年通车。在未来铁路线还将通过马穆朱、帕卢、哥伦打洛、比通等城市最终延伸到万鸦老。

## 自然资源
作为印尼的稻米粮仓之一，南苏拉威西省每年生产2,305,469吨大米。其中自销大米约884,375吨，剩余的1,421,094吨大米分发到东部其他地区作为粮食储备。大米甚至出口到马来西亚、菲律宾和巴布亚新几内亚。波尼县、索彭县、瓦久县、锡登伦拉庞县、平朗县和鲁乌县是省内主要的稻米产地。省内种植有袁隆平培育的杂交水稻。

### 粮食
除了玉米，南苏拉威西地区也生产木薯、红薯、青豆、花生和大豆。还生产了一些经济作物，如椰子、可可、咖啡、胡椒、香草、茶叶、腰果和棉花。2004年“塔塔古纳霍兰协定”（Tata Guna Horan Agreement，简称TGHK）保护了南苏拉威西的很多森林，使得木材产品能够限量生产。
金枪鱼、鲷鱼和石斑鱼的产量比重较大，农民也种植海草食用。农场也饲养所有典型的动物，如鸡，牛，猪，山羊等。

### 矿产
南苏拉威西省高地区生产总值也有采矿业的贡献，出产有金、镁、铁、花岗石、铅、镍和石制品。东鲁乌县马塔纳湖边的小镇索罗阿科有印度尼西亚最大的露天矿。

## 电台和电视台

### 电台
| 电台                             | 频率  | 调制 |
| -------------------------------- | ----- | ---- |
| Madama Makassar                  | 87.7  | FM   |
| Bosowa FM Makassar               | 88.5  | FM   |
| Fajar FM Makassar                | 89.3  | FM   |
| Medika FM Makassar               | 90.1  | FM   |
| Radio Torani                     | 90.5  | FM   |
| Radio Suara Celebes FM           | 90.9  | FM   |
| RRI Makassar                     | 94.4  | FM   |
| I-Radio Makassar                 | 96.0  | FM   |
| RRI Pro 2 FM Makassar            | 96.8  | FM   |
| Delta FM Makassar                | 99.2  | FM   |
| Anak Muda FM Makassar            | 100.0 | FM   |
| Suara Celebes FM Makassar        | 100.4 | FM   |
| Telstar FM Makassar              | 102.7 | FM   |
| Radio SPFM Citra Wanita Makassar | 103.5 | FM   |
| Merkurius FM Makassar            | 104.3 | FM   |
| Prambors FM Makassar             | 105.1 | FM   |
| Gamasi FM Makassar               | 105.9 | FM   |
| Savana FM Makassar               | 106.5 | FM   |
| Syiar FM Radio                   | 107.1 | FM   |
| ACCa FM Palopo                   | 101.2 | FM   |
| Radio As' Adiyah Sengkang        | 103.2 | FM   |
| Radio Adiafiry Watansoppeng      | 100.8 | AM   |

### 电视台
| 电视台                | 频率   | 网络               | 城市/县  |
| --------------------- | ------ | ------------------ | -------- |
| TVRI Sulawesi Selatan | 37 UHF | TVRI               | 望加锡   |
| Kompas TV Makassar    | 23 UHF | Kompas TV          | 望加锡   |
| Fajar TV              | 49 UHF | JPMC               | 望加锡   |
| SUN TV Makassar       | 51 UHF | SINDOtv            | 望加锡   |
| Celebes TV            | 31 UHF | Bosowa Corporation | 望加锡   |
| RTV Makassar          | 55 UHF | Rajawali Televisi  | 望加锡   |
| Cakrawala TV(NET)     | 57 UHF | B-Channel          | 望加锡   |
| SaktiTV Makassar      | 53 UHF | SaktiTV            | 望加锡   |
| MCTV PARE             | 24 UHF |                    | 巴里巴里 |
| SINJAI TV             | 51 UHF |                    | 辛贾伊   |

## 注脚
1. ↑  Walanae山谷位于瓦坦索彭和辛康之间
2. ↑  距离马罗斯12（7.5英里），距离望加锡30（19英里）

## 资料来源
1. ↑  . Statistics of Sulawesi Selatan (新闻稿). BPS Provinsi Sulawesi Selatan.   [28 August 2007]. （原始内容存档于2007年9月2日）.
2. ↑  . Indonesia Official Census.   [2017年7月1日]. （原始内容存档于2022年2月13日）.
3. 1 2  盛超. . 中国国际贸易促进委员会. 2017-05-03  [2017年7月3日]. （原始内容存档于2021-05-09）.
4. ↑  . （原始内容存档于2017-02-02）.
5. ↑  https://petatematikindo.files.wordpress.com/2013/01/administrasi-makassar-a1-1.jpg |mapurl=缺少标题 (帮助)  (地图).  [南苏拉威西省望加锡市行政区划地图]. 1:50,000. DesignMap （印度尼西亚语）.
6. ↑   [南苏拉威西省帕洛波市行政区划图] (地图). 1:45,000. DesignMap. 2013. （原始内容存档于2021-11-11） （印度尼西亚语）.
7. ↑   [南苏拉威西省巴里巴里市行政区划图] (地图). 1:30,000. DesignMap. 2013. （原始内容存档于2018-07-02） （印度尼西亚语）.
8. ↑  Domínguez, Gabriel. . Deutsche Welle. 9 October 2014  [22 November 2014]. （原始内容存档于2015-04-27）.
9. ↑  Volkman, Toby Alice. . Passport Books. 1990  [22 November 2014]. （原始内容存档于2016-04-25）.
10. ↑  Indonesia's Population
11. ↑  . 印尼中央统计局.   [2017年7月1日]. （原始内容存档于2021年11月11日）.
12. ↑  .   [2017-07-03]. （原始内容存档于2011-07-08）.
13. ↑  Indonesian Religion http://sp2010.bps.go.id/index.php/site/tabel?tid=321 （页面存档备份，存于）
14. ↑  . 印度尼西亚商报. 2015年11月25日  [2017年7月1日]. （原始内容存档于2017年8月5日）.
15. ↑  . 新华新闻. 新华网. 2011年10月21日.